# JNR-Klasse C51
Die JNR-Klasse C51 (jap. C51形, C51-gata), bis 1928 Klasse 18900 (18900形, 18900-gata), ist eine 2'C1'-Dampflokomotive, gebaut von den Japanese National Railways (JNR).

## Technik
Die C-Klassifizierung bezeichnet drei Antriebsradsätze. Die C51 führte Treibräder mit 1,75 Metern (5 ft 9 in) in Japan ein. Die Baureihe C51 erhöhte die Durchschnittsgeschwindigkeit auf der Tōkaidō-Hauptlinie von 47,3 km/h auf 55,3 km/h. Im Jahr 1930, eine C51 schleppte den ersten Tsubame-(Schwalbe)-Express, reduzierte sie die Reisezeit zwischen Tokio und Kōbe auf neun Stunden.

## China
16 Lokomotiven wurden 1939 an die CR geliefert, wo sie 1959 mit der neuen Baureihenbezeichnung SL9 versehen wurden.

## Erhaltene Exemplare
Im Jahr 2012 waren vier Lokomotiven der Klasse C51 an verschiedenen Orten erhalten.
- C51 5: Im JR-Eisenbahnmuseum in Saitama (früher im Freien erhalten im Eisenbahnpark Ōme in Ōme)[2]
- C51 44: Am Akita Depot in Akita[2]
- C51 85: Am Kagoshima Depot in Kagoshima[2]
- C51 239: In dem Umekōji-Dampflokomotivmuseum in Kyoto[2]